# Мирза Хабиб Эсфахани
Мирза Хабиб Эсфахани (перс. میرزا حبیب اصفهانی‎) или Мирза Хабиб Дастан Бани (перс. میرزا حبیب دستان بِنی‎) — иранский литератор, интеллектуал, переводчик и поэт, который был одним из основоположников эволюции в прозе, переводе и грамматике персидского языка и по праву считается отцом грамматики персидского языка.

## Биография
Мирза Хабиб Дастан Бани родился в 1835 году в городе Бен (ныне центр шахрестана Бен в провинции Чехармехаль и Бахтиария). Он сам в одной из своих книг говорит, что его семья происходит из Карабаха. По причине того, что он долгое время жил в Стамбуле, турки называли его Хабиб Эфенди и Мирза Хабиб Эфенди.
Он получил начальное образование в своем родном городе Бене, а затем отправился в Тегеран и Багдад с целью продолжить обучение, и провел несколько лет своей жизни в этих двух городах. Считается, что в Багдаде он изучил литературу, фикх, усуль аль-фикх, несколько иностранных языков и кроме того познакомился с политическими ссыльными и недовольными. После возвращения в Тегеран Мирза Хабиб Эсфахани стал общаться с интеллектуалами, в частности с Мирзой Мальком-хан Низам од-Доуле. В Тегеране его обвинили в атеизме, материализме, безбожии и бабизме. Очевидно, что Мирха Хабиб Эсфахани принадлежал к категории инакомыслящих своего времени.
Тогдашнее правительство знало об их критических взглядах и стремилось ограничить их деятельность. В 1867 году появилась брошюра, высмеивающая и порицающая Великого визиря Персии Мирзу Мухаммед-хана Сипахсалара. Мирзу Хабиба обвинили в том, что он был её автором, в результате чего он был вынужден бежать из Ирана.
Мирза Хабиб в течение 30 лет из своей оставшейся жизни жил в Османской Империи, в Стамбуле, где работал в Министерстве образования и преподавал в различных центрах. В это время в Османской Империи был период Танзимата, а Стамбул в XIX веке считался самым активным городом исламского мира с точки зрения принятия европейской цивилизации и формирования гражданских институтов. Кроме того, этот город был одним из важнейших мест сосредоточения политически активных иранцев, не согласных с действующим шахским режимом в Иране, и важнейшим центром печатания различных журналов. Мирза Хабиб в Стамбуле был дважды женат, и одна из его жен была черкешенка. Две его жены родили ему трех сыновей: Камаля, Джамаля и Джалала. Жизнь Мирзы Хабиба в Стамбуле сопровождалась взлетами и падениями. Так, одно время он попал в опалу властей Османской Империи и на время потерял работу. Некоторые источники намекают на то, что в конце своей жизни он прекратил свою политическую деятельность и стал общаться с руководством Посольства Ирана при Высокой Порте.
Накануне своего шестидесятилетия Мирза Хабиб серьёзно заболел и для лечения поехал на минеральные воды в город Бурсу. Однако лечение не помогло и в 1893 году он скончался и впоследствии был похоронен в этом городе.

## Творчество
Мирза Хабиб Эсфахани считается основоположником составления грамматики современного персидского языка. Он был первым, кто использовал слово «грамматика» (перс. дастур دستور) в заглавии книги о правилах персидского языка, отделив эти правила от подражания арабскому языку. На основании имеющейся информации, он был первым, кто исследовал и классифицировал части слова в персидском языке. Для обучения грамматике персидского языка Мирза Хабиб составил ряд книг: «Дастуре сохан» (Грамматика слова), «Дабестане фарси» (Персидская школа), «Холасейе рахнемаи фарси» (Краткое руководство по персидскому языку), «Рахбаре фарси» (Персидский лидер).
Значительное влияние на эволюцию новой персидской прозы, оказали переводы Мирзы Хабиба на персидский язык, самыми известными из которых стали: «Похождения Хаджи-Бабы из Исфагана» Джеймса Мориера, «История Жиль Бласа из Сантильяны» Ален-Рене Лесажа и «Мизантроп» Мольера. Каждое из трех произведений несло в себе критику социально-политического состояния деспотичного Каджарского правительства. Кроме того, распространение подобной литературы не отвечало интересам османского правительства. Открытая связь Мирзы Хабиба с движением инакомыслящих внутри турецкого общества могла привести к непредсказуемым для него последствиям, и вероятно именно поэтому его имя не упомянуто в целом ряде его трудов.

## Отец грамматики персидского языка
В статье в номерах 1, 2 и 3 журнала Первой Академии Персидского языка и литературы Ирана (Форхангестане авваль), которая затем была указана во введении Словаря Дэхходы, Джалал Хомайи признал, что Мирза Хабиб Эсфахани был первым, кто основал методы правил и грамматику персидского языка. В этой связи его можно считать отцом грамматики персидского языка.